# Crithagra tristriata
El serín culipardo (Crithagra tristriata) es una especie de ave paseriforme de la familia Fringillidae nativa de las tierras altas de Etiopía, Eritrea y Somalia. Está muy extendido por las ciudades, pueblos, jardines, plantaciones y brezales de las tierras altas.

## Descripción

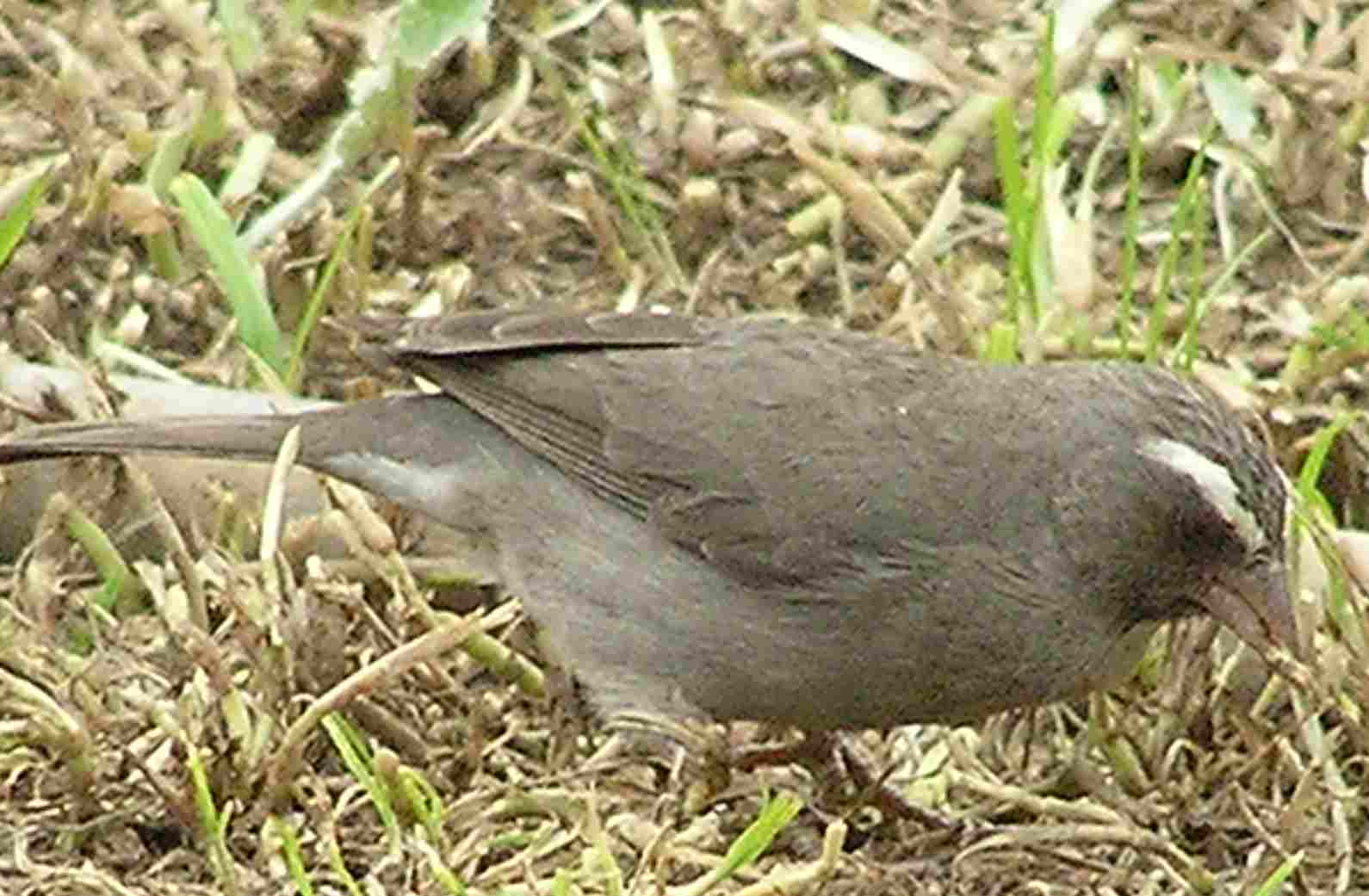
Serín culipardo alimentándose en Debre Berhan, Etiopía.

Alcanza una longitud de aproximadamente 13 cm de largo. Su plumaje es predominantemente de color pardo grisáceo uniforme, más claro en las partes inferiores, y con una lista superciliar blanca. Tiene una parte blancuzca debajo de la barbilla.